# جام قهرمانان کونکاکاف ۱۹۷۸
جام قهرمانان کونکاکاف ۱۹۷۸ چهاردهمین دوره مسابقات بین‌المللی فوتبال باشگاهی سالانه جام قهرمانان کونکاکاف بود که در منطقه کونکاکاف (آمریکای شمالی، آمریکای مرکزی و دریای کارائیب) برگزار شد. این مسابقات از ۱ مه تا ۱۷ سپتامبر ۱۹۷۸ برگزار شد. مسابقات تحت سیستم رفت و برگشت انجام شد.
تیم‌ها به ۳ منطقه (آمریکای شمالی، آمریکای مرکزی و کارائیب) تقسیم شدند، که هر کدام تیم برنده را برای شرکت در مسابقات نهایی فرستادند؛ جایی که برنده مناطق شمالی و مرکزی یک بازی پلی آف انجام دادند تا مشخص شود چه تیمی به مصاف برنده کارائیب در فینال می‌رود.
از آنجایی که مسابقات نهایی به دلیل مشکلات اداری لغو شد، سه تیم، کامیونیکیشنس (گواتمالا) دیفنس فورس (ترینیداد و توباگو) و لئونس نیگروس ده گوادالاخارا (مکزیک) توسط کونکاکاف قهرمان اعلام شدند.

## منطقه آمریکای شمالی

### مرحله اول
| تیم ۱ | نتیجه نهایی | تیم ۲          | بازی رفت | بازی برگشت |
| ----- | ----------- | -------------- | -------- | ---------- |
| اونام | w/o۱        | مکابی لس آنجلس |          |            |

۱ مکابی لس آنجلس انصراف داد.

### مرحله دوم
| تیم ۱ | نتیجه نهایی | تیم ۲ | بازی رفت | بازی برگشت |
| ----- | ----------- | ----- | -------- | ---------- |
| اونام | ۰ - ۲       | اودیگ | ۰ - ۱    | ۰ - ۱      |

## منطقه آمریکای مرکزی

### مرحله اول
| تیم ۱        | نتیجه نهایی | تیم ۲          | بازی رفت | بازی برگشت |
| ------------ | ----------- | -------------- | -------- | ---------- |
| ساپریسا      | ۱۱ - ۰      | دیریانگن       | ۶ - ۰    | ۵ - ۰      |
| کارتاگینیس   | ۱ - ۳       | فاس            | ۰ - ۲    | ۱ - ۱      |
| مونیسیپال    | ۸ - ۱       | یوسی‌ای         | ۵ - ۱    | ۳ - ۰      |
| کامیونیکیشنس | ۵ - ۲       | اونس مونیسیپال | ۳ - ۱    | ۲ - ۱      |

### مرحله دوم
| تیم ۱        | نتیجه نهایی | تیم ۲     | بازی رفت | بازی برگشت |
| ------------ | ----------- | --------- | -------- | ---------- |
| ساپریسا      | ۲ - ۱       | فاس       | ۰ - ۰    | ۲ - ۱      |
| کامیونیکیشنس | ۲ - ۰       | مونیسیپال | ۲ - ۰    | ۰ - ۰      |

### مرحله سوم
| تیم ۱   | نتیجه نهایی | تیم ۲        | بازی رفت | بازی برگشت |
| ------- | ----------- | ------------ | -------- | ---------- |
| ساپریسا | ۰ - ۳       | کامیونیکیشنس | ۰ - ۱    | ۰ - ۲      |

## منطقه کارائیب

### مرحله اول
| تیم ۱      | نتیجه نهایی | تیم ۲         | بازی رفت | بازی برگشت |
| ---------- | ----------- | ------------- | -------- | ---------- |
| یونگ هلند  | ۲–۴         | ترانسوال      | ۰–۰      | ۲–۴        |
| دیفنس فورس | ۴–۲         | توماس یونایتد | ۱–۰      | ۳–۲        |
| وروارتس    | ۳–۲         | تکسا          | ۲–۱      | ۱–۱        |
| پله        | ۵–۲         | آرسی‌ای        | ۳–۱      | ۲–۱        |

### مرحله دوم
| تیم ۱    | نتیجه نهایی | تیم ۲      | بازی رفت | بازی برگشت |
| -------- | ----------- | ---------- | -------- | ---------- |
| ترانسوال | ۲–۴         | دیفنس فورس | ۱–۱      | ۱–۳        |
| وروارتس  | ۵–۲         | پله        | ۵–۱      | ۰–۱        |

### مرحله سوم
| تیم ۱   | نتیجه نهایی | تیم ۲      | بازی رفت | بازی برگشت |
| ------- | ----------- | ---------- | -------- | ---------- |
| وروارتس | ۱–۴         | دیفنس فورس | ۱–۲      | ۰–۲        |

## فینال
مسابقات نهایی لغو شد و سه تیم برنده مراحل مقدماتی به دلیل مشکلات اداری و اختلاف نظر بر سر تاریخ برگزاری مسابقات، قهرمان مشترک شدند.